# Anania elutalis
Anania elutalis là một loài bướm đêm trong họ Crambidae.